# Kulîkiv
Kulîkiv (în ucraineană Куликів) este o așezare de tip urban din raionul Jovkva, regiunea Liov, Ucraina. În afara localității principale, mai cuprinde și satele Kosteiiv, Malîi Doroșiv, Mervîci și Velîkîi Doroșiv.

## Demografie
Componența lingvistică a așezării de tip urban Kulîkiv
     Ucraineană (98,72%)
     Alte limbi (1,23%)
Conform recensământului din 2001, majoritatea populației așezării de tip urban Kulîkiv era vorbitoare de ucraineană (98,72%), existând în minoritate și vorbitori de alte limbi.